# Treigny-Perreuse-Sainte-Colombe
Treigny-Perreuse-Sainte-Colombe est une commune nouvelle française résultant de la fusion — au 1er janvier 2019 — des communes de Treigny et Sainte-Colombe-sur-Loing, située dans le département de l'Yonne en région Bourgogne-Franche-Comté.

## Géographie

### Hameaux
Outre les trois villages réunis par la fusion de communes, le territoire communal comporte un certain nombre de hameaux parmi lesquels le Buisson, le Chaillou, les Fragnes, la Motte, les Noues, les Perriers, les Thomas.

### Climat
Pour des articles plus généraux, voir Climat de la Bourgogne-Franche-Comté et Climat de l'Yonne.
En 2010, le climat de la commune est de type climat océanique dégradé des plaines du Centre et du Nord, selon une étude du Centre national de la recherche scientifique s'appuyant sur une série de données couvrant la période 1971-2000. En 2020, Météo-France publie une typologie des climats de la France métropolitaine dans laquelle la commune est exposée à un climat océanique altéré et est dans la région climatique Centre et contreforts nord du Massif Central, caractérisée par un air sec en été et un bon ensoleillement.
Pour la période 1971-2000, la température annuelle moyenne est de 10,3 °C, avec une amplitude thermique annuelle de 16,1 °C. Le cumul annuel moyen de précipitations est de 781 mm, avec 12,4 jours de précipitations en janvier et 7,6 jours en juillet. Pour la période 1991-2020, la température moyenne annuelle observée sur la station météorologique de Météo-France la plus proche, « Moutiers_sapc », sur la commune de Moutiers-en-Puisaye à 7 km à vol d'oiseau, est de 11,0 °C et le cumul annuel moyen de précipitations est de 870,3 mm. 
La température maximale relevée sur cette station est de 41,3 °C, atteinte le 25 juillet 2019 ; la température minimale est de −20,2 °C, atteinte le 6 janvier 1971,,.
Les paramètres climatiques de la commune ont été estimés pour le milieu du siècle (2041-2070) selon différents scénarios d'émission de gaz à effet de serre à partir des nouvelles projections climatiques de référence DRIAS-2020. Ils sont consultables sur un site dédié publié par Météo-France en novembre 2022.

## Urbanisme

### Typologie
Au 1er janvier 2024, Treigny-Perreuse-Sainte-Colombe est catégorisée commune rurale à habitat très dispersé, selon la nouvelle grille communale de densité à sept niveaux définie par l'Insee en 2022.
Elle est située hors unité urbaine et hors attraction des villes,.

## Toponymie
Le nom de la commune est formé de l'accolement des trois communes déléguées la composant : Treigny, Perreuse et Sainte-Colombe-sur-Loing.

## Histoire
En 1972, Treigny absorbe les communes voisines de Perreuse et de Sainte-Colombe-sur-Loing qui deviennent des communes associées. En 1976, Sainte-Colombe quitte l'association et redevient une commune à part entière.
Le 1er janvier 2019 marque un retour à une commune avec les limites fixées en 1972 à la suite d'un arrêté préfectoral du 29 novembre 2018. Son nom prend ceux des trois communes déléguées, Perreuse passe de commune associée à commune déléguée. Un arrêté rectificatif, en date du 17 décembre 2018 corrige le nom de la commune en Treigny-Perreuse-Sainte-Colombe de sorte qu'il corresponde aux normes toponymiques françaises.

## Politique et administration

### Liste des maires
| Période      | Période  | Identité               | Étiquette | Qualité |
| ------------ | -------- | ---------------------- | --------- | ------- |
| janvier 2019 | En cours | Paulo Da Silva Moreira |           |         |

### Communes déléguées
| Nom                      | Code Insee | Intercommunalité       | Superficie (km2) | Population (dernière pop. légale) | Densité (hab./km2) |
| ------------------------ | ---------- | ---------------------- | ---------------- | --------------------------------- | ------------------ |
| Treigny (siège)          | 89420      | CC de Puisaye-Forterre | 52,7             | 806 (2016)                        | 15                 |
| Sainte-Colombe-sur-Loing | 89340      | CC de Puisaye-Forterre | 14,76            | 201 (2016)                        | 14                 |

À ces deux communes déléguées, s'ajoute celle de Perreuse, ancienne commune associée au sein de Treigny.

## Démographie
L'évolution du nombre d'habitants est connue à travers les recensements de la population effectués dans la commune depuis sa création.

En 2022, la commune comptait 1 076 habitants, en évolution de +6,85 % par rapport à 2016 (Yonne : −1,95 %, France hors Mayotte : +2,11 %).
| 2016  | 2021  | 2022  |
| ----- | ----- | ----- |
| 1 007 | 1 042 | 1 076 |

## Culture locale et patrimoine
- Église Sainte-Colombe de Sainte-Colombe-sur-Loing.